# Eugenia
Eugenia – imię pochodzenia greckiego, żeńska forma męskiego imienia Eugeniusz.
Eugenia imieniny obchodzi: 7 lutego, 6 marca, 10 marca, 6 września, 13 września, 16 września i 25 grudnia (jako wspomnienie męczennicy św. Eugenii Rzymskiej).

## Imienniczki
- Eugenia – cesarzowa francuska.
- Eugenia Bujak – polska kolarka.
- Eugenia Herman – polska aktorka.
- Eugenia Joubert – błogosławiona francuska zakonnica.
- Eugenia Kempara – działaczka polityczna, członkini Rady Państwa PRL.
- Eugenia Krassowska-Jodłowska – działaczka polityczna, członkini Rady Państwa PRL.
- Eugenia Pragierowa – działaczka polskiego ruchu socjalistycznego, polityk PPS i PZPR.
- Eugenia z Yorku – księżna brytyjska.
- Jauhienija Zielankowa – białoruska lekarz i polityk.
- Jewgienija Rodina – rosyjska tenisistka.
- Jewgienija Rudniewa – radziecka lotnik-nawigator okresu II wojny światowej.
- Jewgienija Żygulenko – radziecka pilotka wojskowa.

### Postacie fikcyjne
- Gienia – bohaterka filmu Jasminum.